# Bachi Valishvili
Bachi Valishvili,  (georgisch ბაჩი ვალიშვილი; * 24. Juni 1995) ist ein georgischer Schauspieler. Internationale Bekanntheit erlangte er durch sein Schauspieldebüt in dem Film Als wir tanzten (2019).

## Leben

### Kindheit und Ausbildung
Eigenen Angaben zufolge wollte Bachi Valishvili bereits von Kindheit an Schauspieler werden. In seiner Schulzeit kam er ab der sechsten Klasse mit dem Regisseur Temur Khutsishvili in Kontakt. Dieser errichtete an Valishvilis Schule eine kleine Theatergruppe. Valishvili und vier Mitschüler gehörten dieser Gruppe an, die auch gemeinsam eine kleine Bühne zimmerte.
Ursprünglich wollte Valishvili eine berufliche Karriere als Theaterschauspieler einschlagen. Seine Familie lehnte aber diesen Berufswunsch ab. Daraufhin begann Valishvili ein Psychologie-Studium, später bewarb er sich für ein Journalistik-Studium an der staatlichen Ilia-Universität in Tiflis. An dieser Hochschule war es Valishvili möglich, parallel der Schauspielerei nachzugehen und er traf auf den erfahrenen Schauspieler Otar Egadze. Daraufhin trat er der dortigen Theatergruppe bei und erschien in einigen kleinen Repertoirestücken.
Bachi Valishvili ist seit Sommer 2019 mit seiner Freundin verlobt.
2020 hat Valishvili eigenen Angabe zufolge ein Studium der Fachrichtung Philosophie aufgenommen.

### Erfolg mit „Als wir tanzten“
Internationale Bekanntheit erlangte Valishvili im Jahr 2019 durch seine Mitwirkung an dem Spielfilm Als wir tanzten von Levan Akin. In der schwedisch-georgischen Kinoproduktion übernahm er den Part des charismatischen und unbekümmerten Irakli, eines angehenden Tänzers am georgischen Nationalballett in Tiflis, der zum Objekt der Begierde seines konkurrierenden Mitstudenten Merab (dargestellt von Levan Gelbakhiani) wird. Valishvili wurde von einem Casting-Agenten auf Facebook entdeckt. Daraufhin schickte er weitere Bilder, die zu Probeaufnahmen führten. Aufgrund der homoerotischen Thematik war Valishvili am Anfang unsicher, ob er die Rolle des Irakli übernehmen sollte. Durch Freunde und weitere Faktoren angespornt, nahm er aber das Angebot an und betrachtete sein Mitwirken in dem Film später als eine Art von Aktivismus. Der Entstehungsprozess von Als wir tanzten erstreckte sich über anderthalb Jahre. In dieser Zeit freundete er sich mit seinem Ko-Darsteller Levan Gelbakhiani an und beide unterstützten sich während der Dreharbeiten gegenseitig.
Nach der Veröffentlichung von Als wir tanzten beim Internationalen Filmfestival von Cannes 2019 erhielt der Film viel Lob seitens der Fachkritik sowie für die beiden Hauptdarsteller. Gleichzeitig wurde Akins Regiearbeit als schwedischer Beitrag für die Oscarverleihung 2020 in der Kategorie Bester internationaler Film eingereicht. Dagegen war die Premiere des Films in Valishvilis Heimatland Georgien im November 2019 von Protesten begleitet, bei denen 27 Menschen verhaftet wurden. Weitere georgische Kinos, in denen der Film gezeigt wurde, mussten unter Polizeischutz gestellt werden. Homophobe ultranationalistische Gruppen riefen zum Boykott von Als wir tanzten auf, während die orthodoxe Kirche in Georgien den Film als inakzeptabel bezeichnete. Valishvili selbst unterstützte öffentlich das Thema des Films gemeinsam mit seinem Ko-Darsteller Levan Gelbakhiani und sprach sich gegen die entgegengebrachte Homophobie und den Hass in seinem Heimatland aus. Er führte die negativen Reaktionen auf Analphabetismus, mangelndes Bewusstsein und mangelnde sexuelle Aufklärung in Georgien zurück sowie, dass sich das Land nicht von der sowjetischen Vergangenheit befreit habe. Rückhalt in dieser Zeit erhielt Valishvili von seiner Familie.

## Filmografie
- 2019: Als wir tanzten (And Then We Danced)

## Auszeichnungen
- 2020: Guldbagge – Bester Nebendarsteller (Als wir tanzten)